# Малиованов, Даниил Исаакович
Даниил Исаакович Малиова́нов (1911—2008) — советский учёный, горный инженер.

## Биография
Родился 9 (22 февраля) 1911 года в Елизаветграде. С 1925 года жил с родителями в Юзовке (Сталино), отец работал бухгалтером, мать вела домашнее хозяйство.
После окончания профтехшколы (1928) работал токарем на Донецком машиностроительном заводе.
Окончил СГИ (1934), учился в аспирантуре, затем преподавал в Сталинском индустриальном институте.
В 1937—1950 работал на инженерных и руководящих должностях в угольной промышленности — на комб-те «Донбассуголь», управляющий трестами «Богураевуголь», «Кировуголь», главный инженер комбината «Карагандауголь».
В 1950—1985 директор Центрального н.-и. и проектно-конструкторского института проходческих машин и комплексов для угольной, горной промышленности и подземного строительства.
Разработал и внедрил в серийное производство более 100 образцов горнопроходческих машин и оборудования.
Доктор технических наук (1963), профессор (1965).
Умер 7 ноября 2008 года.

## Награды и премии
- Сталинская премия второй степени (1948) — за разработку конструкции и внедрение в производство высокопроизводительного комбайна системы Макарова для одновременной зарубки, отбойки и погрузки угля на транспортёр в длинных забоях
- Государственная премия СССР (1970) — за создание высокопроизводительных средств механизации выемки породы (типа КС), обеспечивших высокие скорости проходки вертикальных стволов шахт горной промышленности
- Заслуженный деятель науки и техники РСФСР
- Два ордена Трудового Красного Знамени
- Знак «Шахтёрская слава» трёх степеней.

## Книги
- Состояние и перспективы созд. средств комплексной механизации проведения горных выработок на шахтах крутого падения Донбасса. М., 1969;
- Справочник механика-шахтостроителя. М., 1986 (соавт.).